# 实体性正当程序
实体性正当程序是美国宪法中的一项原则，允许法院确立并保护实体法及某些基本权利免受政府干预，即使这些权利未明确载于美国宪法其他条款。法院主张此类保护源于第五和第十四修正案的正当程序条款，该条款分别禁止联邦和州政府未经"法定正当程序"剥夺任何人的"自由权"。 
该原则的核心功能在于划定司法审查边界：一方面确认政府可通过立法规制的行为范畴，另一方面明确宪法保障的、不受公权力侵犯的基本权利领域。关于第五与第十四修正案是否包含此项宪法功能，至今仍是法学界与司法系统持续争论的焦点 。
在2022年具有里程碑意义的多布斯诉杰克逊妇女健康组织案的协同意见书中，大法官克拉伦斯·托马斯呼吁最高法院重新审视所有基于实质性正当程序原则作出的裁决 。
實質性的正當程序應與程序正當程序區分開來。這一區別源自於“正當法律程序”一詞中的“法律”。 程序性正當程序保護個人不受政府強制權力的影響，確保裁決程序在有效的法律下是公正和公正的。例如，這樣的保護包括充分和及時地通知為什麽需要在法庭或其他行政機構面前出現一個政黨，有權對事實和法律進行公正的審判，並有權在聽證會上作證和提出有關證據。相反，實質性的正當程序保護個人不受政府權力的限制：法院可能會發現，大多數的法律法規並不是法律，也不能強制執行，無論制定和執行的過程是否公平。
這一術語最初在20世紀30年代被明確地用於法律案例書中，作為選定的正當程序案例的分類區分，到1952年，最高法院的意見中已經提到過兩次。“實質性正當程序”一詞通常有兩種用途：一是確定某一特定的判例法，二是在兩項正當程序條款下對司法審查的一種特定政治態度。
許多實質性的正當程序訴訟涉及到關於未列舉的權利的法律挑戰，這些權利追求的是特定的結果，而不是僅僅是對程序和它們的影響。在成功的案例中，最高法院承認基於憲法的自由，認為法律試圖限制這種自由不能強制執行或限制在範圍之內。對實質性正當程序決策的批評通常認為，在憲法中沒有這種保護的文本基礎，這種自由應該在政府更有政治責任感的部門的管轄之下。

## 概念基础
法院认为，正当程序条款以及宪法中的其他条款有时包含了那些“隐含于有序自由概念之中”的基本权利。这些权利尚未被明确界定，且最高法院执行未列举权利的权限亦不清晰。部分权利被认为在美国历史与传统中“根深蒂固”，这一表述尤其用于与家庭制度相关的权利。
法院已基本摒弃了洛纳克时代（约1897–1937年）的司法理念。彼时，实质性正当程序被用于以“契约自由”为由推翻最低工资和劳动保护立法。此后，最高法院逐步确认宪法保护诸多未明文规定的自由权利。即使联邦法院的实质性正当程序理论不涵盖这些权利，它们仍可能通过其他途径得到保护，例如州或联邦宪法的其他条款或立法机构保护某些权利。
当前，最高法院通过美国宪法第十四修正案的实质性正当程序对以下三类权利给予特殊保护——
- 宪法前八修正案所列举及衍生的权利
- 参与政治过程的权利，如选举权、结社权与言论自由
- “分散且孤立的少数群体”的权利

## 引用来源
1. ↑  Williams, Ryan C. . The Yale Law Journal. 2010, 120 (3): 408–512. JSTOR 20799521. SSRN 1577342 .
2. ↑  Beachamp, Zack. . Vox.com. 2022年6月24日  [2022年8月16日].
3. 1 2 3  Sandefur, Timothy. . Washington, D.C.: Cato Institute. 2010: 90–100. ISBN 1-935308-33-5.
4. ↑  White, G. Edward. . Cambridge, MA: Harvard University Press. 2000: 259. ISBN 0-674-00341-1.
5. 1 2 3  White, G. Edward. . Cambridge, MA: Harvard University Press. 2000: 244–46. ISBN 0-674-00341-1.
6. ↑  Palko v. Connecticut, 302 U.S. 319 (1937)
7. ↑  Hawkins, Brian. . Michigan Law Review. 2006, 105 (2): 409–473. JSTOR 40041580. ProQuest 201153959.
8. ↑  Moore v. City of East Cleveland, 431 U.S. 494 (1977), 503 (opinion of Powell J.)
9. ↑  New York Bill of Rights (1787)